# Sidney Lee
Sir Sidney Lee (Bloomsbury, 5 dicembre 1859 – Londra, 3 marzo 1926) è stato uno scrittore e biografo britannico.
Nel 1883 divenne assistente editore del Dictionary of National Biography, nel 1890 fu editore congiunto, per poi assumere la carica di editore l'anno successivo al momento del ritiro dal lavoro di Sir Leslie Stephen. Lee contribuì molto al dizionario, scrivendo circa 800 articoli, soprattutto su autori dell'età elisabettiana e statisti. I suoi articoli su William Shakespeare nel 55° volume del Dizionario furono la base del suo Life of William Shakespeare (1898), che raggiunse la sua quinta edizione nel 1905.
Lee fu nominato baronetto nel 1911. Nel periodo 1913-24 fu professore di lingua e letteratura inglese all'East London College, oggi chiamato Queen Mary, University of London.
Le sue opere includono anche: Life of Queen Victoria (1902), Great Englishmen of the Sixteenth century (1904), basato sulle sue lezioni al Lowell Institute di Boston, Massachusetts, nel 1903, Shakespeare and the Modern Stage (1906) e King Edward VII, a Biography (1925).